# فالنتينا بولك
فالنتينا برادو بولك (بالإنجليزية: Valentina Prado Bulc)‏، من مواليد 7 نوفمبر 1999 في برازيليا، هي ممثلة برازيلية وابنة الممثلة البرازيلية أدريانا برادو ورجل الأعمال فرانكو كراتا ميلكو بولك. فالنتينا لديها أخت أصغر من والدها تسمى أليكسي بولك.
تتقن فالنتينا أربع لغات هي البرتغالية والفرنسية والإنجليزية والألمانية. لم تنو فالنتينا متابعة مهنة والدتها، ولكن بعد أن أخذت دورة مسرح تجريبي بدأت حياتها المهنية كممثلة. في عام 2017 نجحت في امتحان القبول في دورة بكالوريوس السينما في الجامعة الأسقفية الكاثوليكية في ريو دي جانيرو.

## روابط خارجية
- فالنتينا بولك على موقع IMDb (الإنجليزية)
- فالنتينا بولك على موقع روتن توميتوز (الإنجليزية)
- فالنتينا بولك على موقع قاعدة بيانات الفيلم (الإنجليزية)